# Jimmy Herring
Jimmy Herring est un guitariste américain de rock et de jazz. Il a joué avec The Allman Brothers Band, Aquarium Rescue Unit, Day By The River, Jazz Is Dead, Phil Lesh and Friends, The Dead, Project Z, Widespread Panic et DSO.
Jimmy Herring est né le 22 janvier 1962 à Fayetteville en Caroline du Nord. L'un de ses frères aînés, Joe, a été le premier à initier Jimmy à la guitare à l'âge de huit ans. Jimmy a joué du saxophone dans le groupe de son université à Fayetteville mais s'est rapidement révélé comme un talentueux guitariste. Jimmy Herring est diplômé du Guitar Institute of Technology (GIT) de Hollywood en Californie.
Il a formé un groupe Paradox avec le batteur John Sutton et le bassiste Mike Logiovino pour jouer dans les bars locaux le Cellar et le Baby Blues. Paradox était un groupe reprenant des chansons de Dixie Dregs, Al Di Meola et Chuck Mangione, et qui incluait une section de trois vents, pour laquelle Jimmy faisait les arrangements.
En 1988, Jimmy Herring forme Col. Bruce Hampton and the Aquarium Rescue Unit avec le guitariste Bruce Hampton (dit Col. Bruce Hampton), le bassiste Oteil Burbridge et le batteur Jeff Sipe. En 1992 et 1993, il participe aux tournées de l'"Horizons Of Rock Developing Everywhere" ou du festival de H.O.R.D.E avec Aquarium Rescue Unit.
Jimmy Herring se verra offrir la place de guitariste dans The Allman Brothers Band quand Dickey Betts sera été arrêté le 30 juillet 1993 après le concert de Saratoga Springs, NY. Jimmy Herring l'a remplacé pour le concert de Stowe, le 31 juillet 1993, mais a décliné l'offre de rentrer complètement dans le groupe.
En 1994, Bruce Hampton quitte Aquarium Rescue. Jimmy Herring et les membres du groupe continuent les tournées jusqu'au départ du batteur Jeff Sipe pour Leftover Salmon au début de l'année 1997.
En 1998 et 1999, Jimmy Herring, avec le bassiste Alphonso Johnson, T Lavitz et le batteur de jazz Billy Cobham, crée Jazz Is Dead. Ils enregistrent trois albums de jazz-rock avec des interprétations en grande partie instrumentales de chansons de Grateful Dead.
En 2000, The Allman Brothers (comprenant alors le bassiste Oteil Burbridge, ancien de Aquarium Rescue Unit) font de nouveau appel à Jimmy Herring pour leur tournée d'été 2000. Il participe ensuite au projet de nouveau groupe de Phil Lesh du Grateful Dead.
En 2002, quatre anciens membres du Grateful Dead (Phil Lesh, Bob Weir, Mickey Hart, et Bill Kreutzmann) forment The Other Ones. Herring joue avec le groupe, rebaptisé The Dead en 2003 et 2004.
En 2005, il a également joué avec le groupe jazz, funk et bluegrass The Codetalkers avec Bruce Hampton au chant, à l'harmonica et à la guitare. Le 3 août 2006, Widespread Panic annonce que J. Herring assurera désormais le rôle de guitariste soliste dans le groupe après le départ de George McConnell.
Jimmy a joué à ses débuts sur une Telecaster avec un manche de Stratocaster comme son modèle Steve Morse des  Dixie Dregs. Il a joué aussi sur différents modèles de PRS et plus récemment sur une Stratocaster '63, une PRS Hollow Body et une Stratocaster du Custom Shop.